# Pedro Joaquín Francés Sanjuán
Pedro Joaquín Francés Sanjuán (Beneixama, 3 de març del 1951 - Elda, 24 de juliol del 2013) va ser un director d'orquestra i compositor musical valencià, autor de diverses marxes i pas-dobles de Moros i cristians per a ser interpretats per banda.

## Biografia
Inicià la seua formació musical aprenent solfeig i percussió a la banda de la Societat Musical "La Pau" de Beneixama, amb Olegario Pastor Alcaraz, que n'era el director. Posteriorment, estudià percussió i piano en els Conservatoris de Villena i Alacant, i harmonia amb el compositor villener Luis Hernández Navarro. També assistí a cursos de direcció de Bernat Adam Ferrero i Pedro Pirfano, i a un de tècnica coral amb Ma. Ángeles López Ártiga.
El 1972 va ser nomenat subdirector de la Societat Musical "La Pau", amb responsabilitat sobre l'acadèmia de música de l'entitat, fins que el 1978 prengué la direcció de la banda de l'associació, càrrec que mantingué fins al 1991. Durant aquest període, ultra la tasca formativa d'un gran nombre de músics, organitzà i catalogà l'enorme arxiu musical de la societat i hi fundà i dirigí una Banda juvenil. A més, aconseguí que es creés a Beneixama una aula desplaçada del Conservatori de Villena.
Del 1993 al 1997 fou el director fundador de la Societat Musical "Ruperto Chapí" de Villena.
Dirigí com a convidat diverses bandes: municipal de Villena, Nova de Banyeres, Amigos de la Música de Jumilla, Unió Musical de Benidorm, banda de Caravaca de la Cruz, Ciudad de Asís d'Alacant, Unión Musical Biarense, Unió Musical de Muro, Ateneu Musical de la Vila Joiosa i l'Illa de Benidorm.
Pedro Joaquín Francés és autor de més de seixanta composicions per a banda, música festera majoritàriament, premiada en diversos concursos (Alcoi, Benidorm, Bocairent, Callosa d'en Sarrià, Ontinyent...) i enregistrada en més de cent gravacions diferents. Fundà l'Asociación de Compositores de Música de Moros y Cristianos i en morir el 2013 n'éra el tresorer. Efectuà treballs d'investigació històrica i recopilà cançons i temes populars de músics de Beneixama, població que el distingí amb la insígnia d'or de la ciutat.

## Obres

### Per a banda
- Albero (1995), marxa mora. Primer premi del Concurs de música festera d'Ontinyent
- Alferes i Capità (1979), pas-doble  Arxivat 2007-09-26 a Wayback Machine.
- Als Ligeros (1980), marxa mora, primer premi del XVII Festival de Música Festera d'Alcoi
- Als llauradors, pas-doble
- Bando moro de Caravaca de la Cruz, marxa mora
- Ben-Hixamen, marxa mora
- Caballero Halcón (2005), marxa cristiana
- Capellino, pas-doble
- Caravana, marxa mora. Arranjament de la música de la pel·lícula Caravans, de Mike Batt
- El carrer "Les Monges", pas-doble
- El carrer "La Séquia" (2009), marxa cristiana
- Cid (1995), marxa cristiana, primer premi del Primer Concurs de Composició de Música Festera Villa de Benidorm i premi Euterpe 2006 de la "Federació de Societats Musicals"[2]
- Conqueridor (1999), marxa cristiana, primer premi del XV Concurs de Música Festera d'Ontinyent
- Cristianos de San Blas, marxa cristiana
- Cristians de Beneixama, marxa cristiana
- La Diana dels Ligeros (2007), pas-doble
- Entrada de bandas de Elda (2007), pas-doble, peça d'encàrrec per a interpretació obligada en el XXII Certamen de Música Festera d'Elda
- Espejismos (1997), marxa mora, dedicada a la seua dona
- Gloria (1993), marxa cristiana
- Imatges (2005), pas-doble
- Manta i pluma (2013), marxa mora
- El meu Antonio (1991), marxa mora
- Músic i fester (1991), marxa cristiana
- Oblitis (2006), marxa cristiana
- Pedro y Juan Bautista (1991), pas-doble dedicat als dos fills del compositor
- Pepe Cortés 1989), marxa mora
- Pluma i tinter, pas-doble
- Rafel Ferrero (1991), marxa mora. És una de les marxes mores més llarga  Arxivat 2007-06-08 a Wayback Machine.
- Te Deum (1997), marxa cristiana, premi Amando Blanquer Ponsoda
- Tizona (1996), marxa cristiana, primer premi del 2n. Concurs de Composició de Música Festera de Callosa d'en Sarrià
- Vamos que nos vamos (2012), pas-doble dedicat a les festes de Moros i Cristians de Villena[1]
- Villenerías (1996), pas-doble